# Cyphomyia planifrons
Cyphomyia planifrons är en tvåvingeart som beskrevs av James 1939. Cyphomyia planifrons ingår i släktet Cyphomyia och familjen vapenflugor. Inga underarter finns listade i Catalogue of Life.